# Fluorid siřitý
Fluorid siřitý (trifluorid síry) je radikálová anorganická sloučenina se vzorcem SF3.

## Struktura a příprava
Fluorid siřitý má pravděpodobně pyramidální strukturu.
SF3 je možné získat z krystalů SF +
3 BF -
4  působením záření gama.

## SF-3
Sloučeninou iontu SF -
3  je například komplex Ir(Cl)(CO)(F)(SF3)(Et3P)2, který lze připravit oxidační adicí fluoridu siřičitého na Ir(Cl)(CO)(PEt3)2 (Et = C2H5).